# タックス・ヘイヴン
タックス・ヘイヴン（英: tax haven）は、一定の課税が著しく軽減、ないしは完全に免除される国や地域のことであり、租税回避地（そぜいかいひち）とも低課税地域（ていかぜいちいき）とも呼ばれる。
しばしば、「税金天国」と誤解されるが、これは英語の haven (避難所の意) を heaven (天国や楽園の意)と取り違えていることによる。もっともフランス語では「税の楽園」「税の天国」を意味するパラディ・フィスカル（仏: paradis fiscal）と言い、ドイツ語などでも同様の言い方がされている。

## 概説

2007年版タックス・ヘイヴン指定地域 "Stop Tax Haven Abuse Act", US Congress.

タックス・ヘイヴンは、税制上の脱税を、域外の企業に対して戦略的に設けている国または地域のことである。
推算によれば、2013年時点の世界では家計の金融資産の8%がタックス・ヘイヴンにあり、EU圏では12%になる。タックス・ヘイヴンでは超富裕層のためのプライベート・バンキングが行われている。カリブ海の英領バージン諸島、ケイマン諸島、富裕層への税優遇制度の手厚いオランダやルクセンブルク、アメリカ合衆国デラウェア州などの国・地域は、企業・個人情報の保護などを理由に日本など他国の税務当局の求む納税情報の提供を拒否し、他国が干渉できないため、タックス・ヘイヴンとして富裕層の資金が集まる。

### 良く知られているタックス・ヘイヴンの場所
代表的な場所としては、スイス、シンガポール、香港、バハマ、ケイマン諸島、バージン諸島、ルクセンブルク、ジャージー島などである。オフショア金融センターはタックス・ヘイヴンと不可分の関係にあるため、ここではオフショア金融センターも含む。2013年時点では、タックス・ヘイヴンにある金融資産のうちスイスに3分の1が保管され、残りの3分の2はシンガポール、香港、バハマ、ケイマン諸島、バージン諸島、ルクセンブルク、ジャージー島などにある。
シンガポールは財務省（MOF）や4大会計事務所のPwCやアーンスト&ヤングによって、同国は脱税行為や利益移転（BEPS）を容認せず、OECD・G7の枠組みに協力しており、経済活動支援や人材開発に主眼を置いているため悪質性はない、と主張している。ただし悪質な場合は資本主義の構造や国家財政に悪影響をもたらすフリーライダーの存在となり得るため、タックスヘイヴン対策税制や税務情報の共有をする対策が取られている。
なお、ケイマン諸島の外国資本企業法人税減免システムは、実は宗主国イギリスであるシティ・オブ・ロンドンの課税システムをそのまま導入したことに由来する。
アメリカ合衆国デラウェア州も「租税回避地」として広く知られている。人間の居住者よりも多くの企業（公開・非公開）が存在しており、2016年4月の集計では、人口89万7934人に対し、企業数は94万5326社も存在し、「法人税制やLLCの税制から判断すると、世界最悪のタックス・ヘイヴンである」とニューズウィークが指摘している。
デラウェア州が租税回避地になったのは19世紀末。州は1社あたり年300ドルを得ており、歳入の約4割がペーパーカンパニー立地に絡む。デラウェア州ウィルミントン市北オレンジ通り1209番地にある2階建てのビルには31万社が存在し、ペーパーカンパニーの代表名義は弁護士が多く、設立に実質所有者の情報は不要で州政府も把握できず、秘匿性が高い。

### 資金洗浄とタックス・ヘイヴン
一部のタックス・ヘイヴンには、本国からの取締りが困難だという点に目を付けた悪質な利用の対象となる場合がある。例として麻薬や武器取引などの犯罪・テロリズム行為のための資金を隠匿する場所として、暴力団やマフィアの資金や第三国からの資金が大量に流入しているといわれている（マネーロンダリング）。2007年世界金融危機では、金融取引実態が把握しにくいことが災いし、損失額が不明瞭化、状況の悪化を助長したとして批判されている。
タックス・ヘイヴンによって世界規模で被害が生じており、これは温室効果ガスと同様に外部不経済の問題でもある。環境規制のない状況で公害を排出する企業が有利なように、オフショアの銀行は秘密業務によって有利になっている。

### タックス・ヘイヴンと貧富格差の拡大

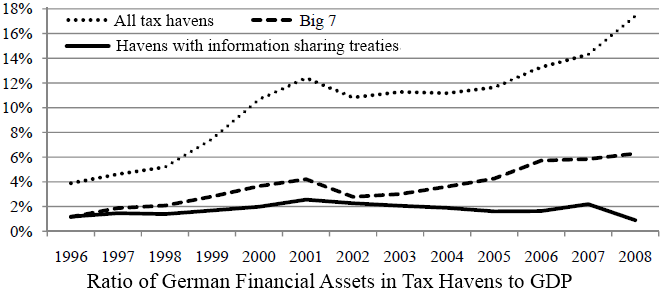
ドイツGDPとタックス・ヘイヴン下の資産総額の比率。タックス・ヘイヴンへ逃げた資産の比率が次第に大きくなってきている。The "Big 7" shown are Hong Kong, Ireland, Lebanon, Liberia, Panama, Singapore, and Switzerland.

1%の富裕層が世界の富の50%を所有する（オックスファム・アメリカ（NPO））といわれる格差が一部の国家・地域で拡大している状況にある。トマ・ピケティの『21世紀の資本』やガブリエル・ズックマンの『失われた国家の富』などの研究、そして2016年5月に公表されたパナマ文書や、2017年に公表されたパラダイス文書は逆進性の高い付加価値税（消費税）の増税ではなく、累進課税で多国籍企業・富裕層の巨額の国際金融取引に課税する方向への発想の転換を求めている。
タックス・ヘイヴン内に住む人々の不平等も問題となる。オフショア金融に関わる人々と、そうでない製造業、建設業、運輸業などに関わる人々との格差が拡大する。所得格差によって若い世代の教育や就職にも格差ができる。

### 金融取引とタックス・ヘイヴン
国際金融取引を活発化させる目的で、一定の減税措置や外国資本企業は登記費用のみで、法人税がかからない会社設立方法・通貨決済方法が設けられることは珍しいことではない。
現代の国際金融取引においては、租税負担の軽減を目的として、多くの外国資金がタックス・ヘイヴンを経由して動いており、もはやタックス・ヘイヴンは企業の競争力維持のために必要不可欠な存在であるという利用者側の論理があるが、タックス・ヘイヴンがブラックボックスである限り、公正な企業活動が行われているか、非利用者側からの検証も利用者側からの実証も共に不可能である。税率の低い国や地域に実体のない子会社を設け、利益を移して税負担軽減を狙う目的に使う企業も少なくない。
大規模なタックス・ヘイヴンはオフショア金融センターと不可分の関係にあり、特権を維持できる。他方、金融業に依存しているために金融危機や破綻に脆弱であり、問題が起きれば莫大な救済費用がかかり関係国にも波及する。世界金融危機やユーロ危機におけるアイルランドやキプロスは、その一例である。

### 国家への悪影響
タックス・ヘイヴンによって税収の減少が続くと国家の債務が増え、債務が増えると国債の利回りも増える。こうして国家の公的債務が増え続け、フランスでは5000億ユーロ近くの余分な公的債務が生じた。タックス・ヘイヴンは課税統治権を放棄して超富裕層や多国籍企業を引き寄せる。これは国家主権の商品化ともいえる。

## 判定と対策
主要各国は、タックス・ヘイヴンを利用した租税回避に対してタックスヘイヴン対策税制を整備して対抗しようとしている。しかし、税の抜け穴の根絶にはほど遠い状況である。それというのも、国際決済機関クリアストリームの2000年度口座リストによれば、タックス・ヘイヴンにある欧州・米国の大銀行を中心とする口座の大半が、機関内の匿名口座になっていたのである。
タックス・ヘイヴンはいくつかの方法で認定されている。以下では例として経済協力開発機構（OECD）や日本のタックス・ヘイヴンの基準を示す。

### OECDによる判定とリスト掲載
経済協力開発機構（OECD）では、下記（イ）に当てはまり、かつ下記（ロ）の（a）-（c）のいずれか一つでも該当する非加盟国・地域を「タックス・ヘイヴン」と認定し、有害税制リストに載せている。 
- （イ）	金融・サービス等の活動から生じる所得に対して無税としている又は名目的にしか課税していないこと。
- （ロ）
  - （a） 他国と実効的な情報交換を行っていないこと。
  - （b） 税制や税務執行につき透明性が欠如していること。
  - （c） 誘致される金融・サービス等の活動について、自国・地域において実質的な活動がなされることを要求していないこと。

### OECDによる対策
OECDはG20加盟国とともに、国際的な取り組みとしてこうした政策をさらに広げようとする方針にある。
- 導入済み：日本、イギリス、アメリカ合衆国、ドイツ、中華人民共和国、韓国

2013年、15のアクションプランを特定した2013年の「BEPS行動計画」を発表（BEPS=税源の侵食と利益移転、Base Erosion and Profit Shifting）。これは、越境活動に影響を及ぼす国内ルールへの整合性導入、課税と経済活動及び価値創出との一致を確保するための既存の国際基準における実体要件の強化、企業・政府の透明性及び確実性の改善という3つの指針をもつ。OECD租税委員会が立ち上げたプロジェクトで、外国子会社に対する合算税制の強化、租税条約濫用の防止などの行動計画を持つ。
2015年8月13日、OECDとG20加盟国40カ国余りが、タックス・ヘイヴンを利用した企業の過度な節税策を防ぐ税制を全面的に導入していく見通しとなった。既に日英米が採用している課税の仕組みをインド、オランダ、スイスなど10カ国以上が導入する方針。また、加盟国以外の国にも導入を促していく方針だが、シンガポール、マレーシアなどは税制優遇策を企業誘致戦略の重要な柱と位置づけているため、今後応じるかどうかは不明であり、今回の税制導入後の抜け道となる可能性がある。
2015年10月、上記方針にのっとり、OECDは国際租税ルール改革に関する措置の最終パッケージを提示した。BEPSによる税収の損失を、「控えめに見積もっても年間1,000〜2,400億米ドル、世界全体の法人税収の4〜10%に達する」と推計。また「開発途上国では税収の多くの部分を法人税収により依存している現状に鑑みると、BEPSが開発途上国に与える影響は特に大きい」とあらためて問題提起した。そのうえで、1世紀間中に、最も抜本的な措置として、二重非課税に終止符を打ち、課税と経済活動及び価値創出との一致を促すことで、BEPSを引き起こしているタックスプランニングの仕組みを無効化することを目指すと発表した。なおBEPSは各国への勧告という形式であり、法的拘束力はない。

### 各国政府による対策
タックスヘイヴンを用いた租税回避について、多くの国家や地域では、対抗策を講じようとしている。
例えば、日本の場合、租税特別措置法40条の4および66条の6において「タックス・ヘイヴン対策税制」が規定されており、居住者または内国法人が外国に有する関係法人のうち、所得課税の実効税率が20%未満であるものについて、その所得を当該居住者、または内国法人の収益とみなすこととしている。1978年（昭和53年）度に導入した。
アメリカ合衆国オバマ政権は、2008年の世界金融危機後、国外のスイスの銀行に秘密口座の情報開示を迫るなど強硬姿勢を取ってきたが、国内の会社法など、関係法制は国家ではなく州の権限であり、デラウェア州に制度改正を強いることはできず、オバマ大統領は2016年5月6日の記者会見で、銀行など金融機関に実質的所有者の情報把握を求める法案について、アメリカ合衆国議会の協力を呼びかけた。

### 対策の進捗状況
OECD国際フォーラム調査による国際的に認められている税基準の実施状況に関する進捗レポートより。
以下はOECDの発表による。

#### 国際的に認められている税基準を約束したが、実施が十分でない国・地域

##### タックスヘイヴン
- アンギラ／Anguilla（英国領）
- アンドラ／Andorra
- アンティグア・バーブーダ／Antigua and Barbuda
- アルバ／Aruba（オランダ領）
- バハマ／Bahamas
- バーレーン／Bahrain
- ベリーズ／Belize
- バミューダ／Bermuda（英国領）
- イギリス領ヴァージン諸島／British Virgin Islands
- ケイマン諸島／Cayman Islands（英国領）
- クック諸島／Cook Islands
- ドミニカ国／Dominica
- ジブラルタル／Gibraltar（英国領）
- グレナダ／Grenada
- リベリア／Liberia
- リヒテンシュタイン／Liechtenstein
- マーシャル諸島／Marshall Islands
- モナコ／Monaco
- モントセラト／Montserrat（英国領）
- ナウル／Nauru
- オランダ領アンティル／Netherlands' Antilles
- ニウエ／Niue
- パナマ／Panama
- セントクリストファー・ネイビス／St. Kitts and Nevis
- セントルシア／St. Lucia
- セントビンセント・グレナディーン／St. Vincent & Grenadines
- サモア／Samoa
- サンマリノ／San Marino
- タークス・カイコス諸島／Turks and Caicos Islands（英国領）
- バヌアツ／Vanuatu

##### その他の金融センター
- オーストリア／Austria
- ベルギー／Belgium
- ブルネイ／Brunei
- チリ／Chile
- コスタリカ／Costa Rica
- グアテマラ／Guatemala
- ルクセンブルク／Luxembourg
- マレーシア／Malaysia
- フィリピン／Philippines
- シンガポール／Singapore
- スイス／Switzerland
- ウルグアイ／Uruguay

##### （参考）当初、国際的に認められている税基準を約束しなかった国・地域（現在は約束）
- コスタリカ／Costa Rica
- マレーシア（ラブアン）／Malaysia（Labuan）
- フィリピン／Philippines
- ウルグアイ／Uruguay

### タックス・ヘイヴン・リスト（2000年6月付）
- カリブ
  -  アンギラ
  -  アンティグア・バーブーダ
  -  アルバ
  -  バハマ
  -  バルバドス
  -  ベリーズ
  -  パナマ
  -  イギリス領ヴァージン諸島
  -  ドミニカ共和国
  -  グレナダ
  -  モントセラト
  -  オランダ領アンティル
  -  セントクリストファー・ネイビス
  -  セントルシア
  -  セントビンセント・グレナディーン
  -  タークス・カイコス諸島
- アジア
  -  韓国[21]
- オセアニア
  -  クック諸島
  -  マーシャル諸島（旧・アメリカ合衆国の信託統治領（太平洋諸島信託統治領））
  -  ナウル
  -  ニウエ
  -  サモア
  -  トンガ
  -  バヌアツ
- ヨーロッパ
  -  アンドラ
  -  ジブラルタル（イギリスの海外領土）
  -  ガーンジー（イギリス王室属領）
  -  マン島（イギリス王室属領）
  -  ジャージー（イギリス王室属領）
  -  リヒテンシュタイン
  -  モナコ
- その他
  -  バーレーン
  -  モルディブ
  -  セーシェル（旧・イギリスの植民地。現在はイギリス連邦加盟国）
  -  リベリア

### 非協力的タックス・ヘイヴン・リスト

#### 2002年4月18日付
- アンドラ
- リベリア
- リヒテンシュタイン
- マーシャル諸島
- モナコ
- ナウル
- バヌアツ

#### 2009年4月2日付
- コスタリカ
- マレーシア
- フィリピン
- ウルグアイ

### 2000年6月以前に2005年までの有害税制除去を約束した国・地域
- バミューダ
- ケイマン諸島
- サンマリノ
- マルタ
- キプロス
- モーリシャス

### 香港
香港は、まず法人税が17.5%と安い。また、銀行預金については利子に課税されない。有価証券等の含み益、つまりキャピタルゲインも非課税である。

## 日本とタックス・ヘイヴン
軽課税国とは、日本から見た場合に定められる基準税率（20%）を下回る場合に該当するものである。例としてはシンガポール（法人税率17%）などが当てはまる。この税制による徴税は、日本における二重課税ではなく、対象国と日本の税率の差異に相当する額に対して追加課税される仕組みである。
この時対象となる課税所得は、日本法人の株式保有割合に対応する部分であり、対象国の所得を日本でのものとみなして、日本で合算課税することとなる。なお2010年度の税制改正によって、地域統括会社に対してはタックス・ヘイヴン対策税制の適用要件が緩和されている。
2010年にバミューダと脱税防止協定を結んだのを皮切りに、他のタックス・ヘイヴンとされる国家と協定を結んでいる。以下が協定を結んだタックス・ヘイヴン。
- バミューダ（2010年8月1日発効[25]）
- 香港（2011年8月14日発効[26]）
- バハマ（2011年8月25日発効[27]）
- ケイマン諸島（2011年11月13日発効[27]）
- 英領バージン諸島（2012年10月11日発効[28]）
- サモア（2013年7月6日発効[29]）
- マン島（2013年9月1日発効[30]）
- ジャージー（2013年8月30日発生[31]）
- ガーンジー（2013年8月23日発効[32]）
- マカオ（2014年5月22日発効[33]）
- リヒテンシュタイン（2014年12月29日発効[34]）
- パナマ（2017年3月12日発効[35]）

2015年1月19日に日本経済新聞が「海外の口座情報監視」と報道、日本国政府は日本に居住しながら、世界に隠し資産を持つ「富裕層による租税回避の監視」を強化する方針を出した。40カ国を超す税務当局と連携して、日本に住む人が、世界に持つ預金などの口座情報を捕捉し、2018年から個人番号と連動して国税庁に情報集約させるものである。ケイマン諸島など、イギリス領の租税回避地（タックス・ヘイヴン）の協力も得る。国境を越えた租税逃れに国際連携で対抗する。
パナマ文書（タックス・ヘイヴンの利用者を明らかにした文書）には、日本の個人として楽天の三木谷浩史、セコムの飯田亮、UCC上島珈琲の上島豪太などの名が掲載されていた。企業としては、世界的な規模で活動する商社・郵船会社・衣料品会社・通信会社・玩具会社・音楽配信企業など、色々な企業名が掲載されている。

### 対策
2017年から、経済協力開発機構加盟の先進諸国と協定を結んだ、タックス・ヘイヴンの国家や地域での金融口座の残高などを、先進諸国の税務当局に自動的に送付する仕組みを導入する。OECD加盟国の日本では、2014年に5,000万円以上の資産が、世界にある国内居住者に資産内容の報告を義務付ける「国外財産調書制度」を導入している。